# The Road to Paradiso
The Road to Paradiso este numele unei compilații lansate de formația olandeză de Symphonic metal, Epica.

## Lista melodiilor
1. "Welcome to the Road of Paradiso (Caught in a Web)"  – 4:37
2. "Making of Adyta"  – 1:34
3. "Adyta (demo version)"  – 1:23
4. "Making of Cry for the Moon  – 1:29
5. "Cry for the Moon (demo version)"  – 6:43
6. "Making of Quietus"  – 1:14
7. "Quietus (demo version)"  – 3:41
8. "Quietus (Silent Reverie)"  – 3:54
9. "The Fallacy"  – 3:23
10. "Interview with Ad (on the live tracks)"  – 0:32
11. "Solitary Ground (live)"  – 4:05
12. "Blank Infinity (live)"  – 4:04
13. "Mother of Light (live)"  – 6:01
14. "Linger (piano version)"  – 4:15
15. "Crystal Mountain (orchestral version)(Death cover)"  – 5:01
16. "Purushayita"  – 6:20